# Kanton Taninges
Der Kanton Taninges war von 1860 bis 2015 ein französischer Wahlkreis im Département Haute-Savoie in der früheren Region Rhône-Alpes. Er umfasste fünf Gemeinden; sein Hauptort (frz.: chef-lieu) war Taninges. Die landesweiten Änderungen in der Zusammensetzung der Kantone brachten im März 2015 seine Auflösung.

## Gemeinden
| Gemeinde           | Einwohner Jahr | Fläche km² | Bevölkerungsdichte | Code INSEE | Postleitzahl |
| ------------------ | -------------- | ---------- | ------------------ | ---------- | ------------ |
| La Côte-d’Arbroz   | 303 (2013)     | 12,2       | 25 Einw./km²       | 74091      | 74110        |
| Les Gets           | 1258 (2013)    | 30,0       | 42 Einw./km²       | 74134      | 74260        |
| Mieussy            | 2184 (2013)    | 44,5       | 49 Einw./km²       | 74183      | 74440        |
| La Rivière-Enverse | 447 (2013)     | 8,0        | 56 Einw./km²       | 74223      | 74440        |
| Taninges           | 3419 (2013)    | 42,7       | 80 Einw./km²       | 74276      | 74440        |